# Râul Izvorul Dulce
Râul Izvorul Dulce este un curs de apă, afluent al râului Slănic. 

## Hărți
- Harta Județului Buzău